# Scone de pommes de terre

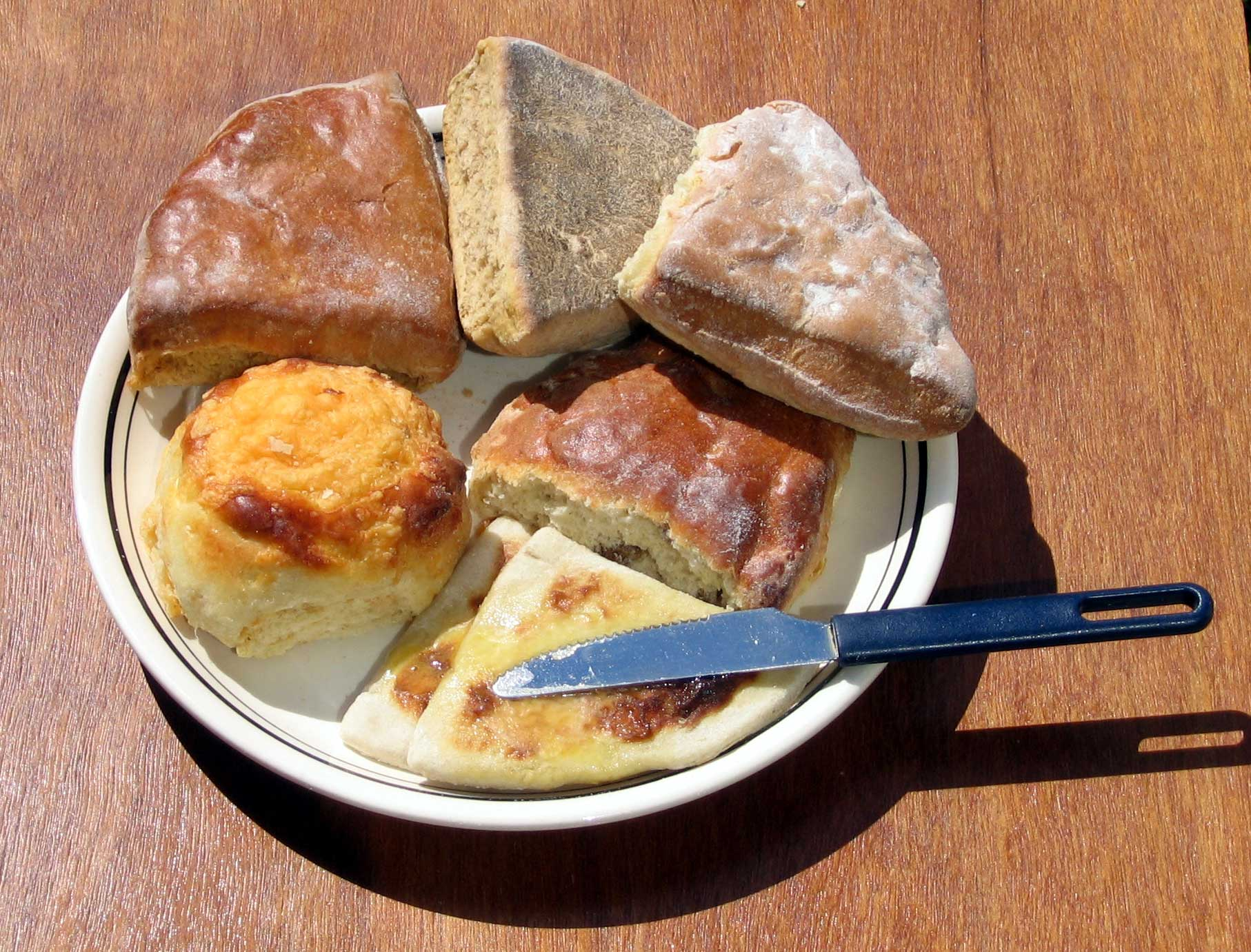
Divers types de scones. Les scones de pommes de terre sont sous le couteau.

Un scone de pommes de terre (appelé plus familièrement tattie scone) est une variante régionale du griddle scone, particulièrement populaire en Écosse et dans l'île de Man.
Il existe de nombreuses variantes de recettes qui comprennent généralement de généreuses quantités de pommes de terre bouillies.
Les scones de pommes de terre s'élaborent traditionnellement sous forme de disques de 9 cm de rayon, découpés ensuite en quartiers. Ils sont plus fins (d'environ 7 mm) que les scones normaux, à la manière des oatcakes. Ils sont souvent servis dans le petit déjeuner écossais avec des œufs au plat, du bacon et des tranches de saucisse.
Un scone de pommes de terre typique est préparé avec une pâte de pommes de terre (purée de pommes de terre et beurre (pas de lait) assaisonnée de sel) additionnée de farine, étalée au rouleau et mise à cuire sur une plaque chauffante, ou dans un four.